# باشگاه فوتبال بازان سپین غر
بازان سپین غر (به پشتو: د سپین غر بازان) یک باشگاه فوتبال در افغانستان است که در لیگ برتر این کشور به رقابت می‌پردازد. این تیم در اوت ۲۰۱۲ با تشکیل لیگ برتر افغانستان تأسیس شد و بازیکنانش از طریق تشکیلاتی موسوم به میدان سبز گزینش شدند. تیم بازان سپین غر، منطقهٔ جنوب افغانستان را نمایندگی می‌کند.
تیم بازان سپین غر برای اولین بار در سال ۲۰۱۵ قهرمان لیگ برتر با شکست دادن تیم شاهین آسمایی گردید.